# تنسنت میوزیک
تنسنت میوزیک (انگلیسی: Tencent Music) شرکت سرگرمی آمریکایی است، که در سال ۲۰۱۶ تأسیس شد. این شرکت خدمات پخش موسیقی را برای بازار چین توسعه می‌دهد و بیش از ۸۰۰ میلیون کاربر فعال و ۱۲۰ میلیون مشترک پرداختی دارند.
از ژوئیه ۲۰۱۶، سه سرویس‌های تنسنت میوزیک حدود ۵۶٪ سهم بازار خدمات پخش موسیقی در چین را در اختیار داشت.
در سه‌ماهه اول سال ۲۰۲۱، تنسنت میوزیک اعلام کرد که ۶۰٫۹ میلیون کاربر پرداخت کننده دارد که ۴۲٫۶ درصد در مقایسه با ۴۲٫۷ میلیون کاربر پرداخت کننده در سه‌ماهه اول سال ۲۰۲۰ افزایش داشته‌است. علاوه بر این، تعداد کل کاربران استریم موسیقی ۶۱۵ میلیون نفر اعلام شد که نسبت به سه‌ماهه اول سال ۲۰۲۰ (۶۵۷ میلیون) ۶٫۴ درصد کاهش داشته‌است.
تنسنت میوزیک در ژوئیه ۲۰۱۶ با خرید تنسنت از China Music Corporation تأسیس شد تا بخش موسیقی خود را تقویت کند. در ۴ ژوئیه ۲۰۱۸، انتشارات موسیقی سونی سهامی در تنسنت میوزیک خریداری کرد. در اکتبر ۲۰۱۸، این شرکت برای عرضه اولیه سهام در حدود ۲ میلیارد دلار در ایالات متحده درخواست داد.
از سال ۲۰۲۲، ۸٫۶۲٪ از سهام عادی تنسنت میوزیک کلاس A متعلق به اسپاتیفای است.